# 余命 (小説)
『余命』（よめい）は、谷村志穂による日本の長編小説。『週刊女性』（主婦と生活社）2003年12月16日号から2004年10月5日号まで連載の後、2006年5月30日に新潮社から刊行された。
2009年に映画化、2013年に『白衣のなみだ』のタイトルでテレビドラマ化されている。

## あらすじ
医師として公私共に充実した生活を送っていた滴（しずく）は、結婚10年目にして子どもを授かる。諦めていたわけではないが、予想外の嬉しい出来事に心が躍る。しかし、喜びも束の間、乳がんが再発していることに気がついてしまう。夫に言えば、子どもを諦めることになるのではないか、逡巡の末、滴は乳がんであることを誰にも告げないまま、母親への道を歩み始めるが、癌もまた進行の度合いを緩めることなく、滴の身体を蝕んでいく。

## 登場人物
百田 滴（ももた しずく）
演 - 松雪泰子
外科医。38歳。生まれも育ちも東京だが、母親は奄美大島出身、母親は膵臓がんで亡くなっている。24歳で医師国家試験に合格し、医師へ。ある日、若年性乳がんが発見され、右乳房を全摘出する。結婚10年目に妊娠が発覚。喜びも束の間、乳がんが再発していることに気が付く。
百田 良介（ももた りょうすけ）
演 - 椎名桔平
滴の夫。滴とは医大の同級生。北海道出身。医師国家試験に落ちた年に、趣味でやっていた写真が雑誌で新人賞を受賞し、そのまま写真家への道を選んだ。しかし、仕事はほとんどなく収入は不安定だった。滴が妊娠7カ月くらいの時に長期の仕事を依頼され、癌であることを知られたくなかった滴の後押しもあり、鳥島へ。
保井 きり子（やすい きりこ）
演 - 奥貫薫
滴の研修医時代からの唯一の友人。
吉野 晃三（よしの こうぞう）
演 - 二階堂智
妻の秀実と「吉」というコーヒー屋を営んでいる。百田夫妻の家は、吉野の父親がかつて所有していたものを譲ってもらった。
光（ひかる）
演 - 市川実和子
滴の従妹。加計呂麻島在住。看護師。
木梨 三千男（きなし みちお）
演 - 布川隼汰
脳腫瘍が再発し、小児病棟に入院中の16歳の少年。幼い子どもたちと同じ病室で苛立ちを隠せず、悪態をつく。
百田 瞬太（ももた しゅんた）
演 - 林遣都
滴と良介の息子。

## 映画
キャッチコピーは「君に届け いのちへの想い」。2008年の東京国際映画祭にて、「日本映画・ある視点」部門で作品賞候補となった。SDP配給により2009年2月7日に公開された。

### キャスト（映画）
- 女医 - かとうかず子
- 吉野秀実 - 宮崎美子
- 諸井康平 - 橋爪功

### スタッフ（映画）
- 監督・脚本 - 生野慈朗
- 企画・脚本 - 河原れん
- 製作 - 細野義朗、島本雄二、高田佳夫、若杉正明、吉鶴義光、大宮敏靖
- プロデューサー - 岩倉達哉、久保理茎
- ラインプロデューサー - 鈴木勇
- 宣伝プロデューサー - 志賀隆一
- 監督補 - 川原圭敬
- 助監督 - 宮本忠栄
- 撮影 - 佐光朗（J.S.C）
- 音楽 - 富貴晴美
- 照明 - 加瀬弘行
- 録音 - 吉田憲義
- 美術 - 高橋幸代
- 装飾 - 河合良昭
- 編集 - 並木加代
- スクリプター - 目黒亜希子
- 制作担当 - 浅井洋一
- 制作プロダクション - ビーワイルド
- 製作 - 2008 『余命』 製作委員会（S・D・P、電通、アジアンブルームス、ツイン、TSUTAYAグループ、札幌テレビ放送、青森朝日放送、東日本放送、山形放送、山形テレビ、テレビ新潟放送網、静岡第一テレビ、北陸朝日放送、三重テレビ放送、西日本放送、広島ホームテレビ、福岡放送、熊本県民テレビ、鹿児島放送）[注 1]
- 配給・宣伝 - S・D・P

## テレビドラマ
『白衣のなみだ』（はくいのなみだ）のタイトルで、東海テレビ制作によるフジテレビ系列の昼の帯ドラマ枠にて2013年4月1日から6月28日まで毎週月曜 - 金曜の13:30 - 13:58（JST）に放送された。1ヶ月1シリーズの三部構成・総計65回の（広義の）オムニバス形式連作ドラマ。
同枠でのオムニバス形式ドラマは1993年の秋に放送された『花の咲く家』以来、19年半ぶり。今作では『インディゴの夜』以来、3年ぶりにオープニングタイトルバックが復活した。
第一部『余命』（よめい）の主演は水野美紀、第二部『慈命』（じめい）の主演は平山あや、第三部『使命』（しめい）の主演は石黒英雄。奇しくも三人ともに昼ドラ初出演で初主演。男性が同枠主演を務めるのは『ぼくの夏休み』の綾部守人→井上正大以来1年ぶり。
なお第1部は谷村の原作に沿って製作されたが、第2・3部はその原作に一部ドラマ用のオリジナル脚本を加えたものを放送したため、谷村のクレジットは「原案」に変更されている。
フジテレビ系列の昼の帯ドラマ枠は長らく13:30 - 14:00での放送が続いていたが、2013年4月1日から新情報番組『アゲるテレビ』を毎週月曜 - 金曜13:58 - 15:30に開始することとなったため、放送終了時刻を2分繰り上げ、当作品から28分番組となった。

### キャスト（テレビドラマ）
- 太字は、相関図に掲載されている人物を表す[4][5][6]。

#### 第一部「余命」
放送期間：2013年4月1日-4月26日（4週・20回）。舞台設定は1985年の湘南の総合病院。

##### 主要人物（第一部）
- 百田滴 - 水野美紀
湘南清風総合病院の内科医。研修医になった途端に乳がんを患い右乳房を切除。その後良介と結婚して数年経て妊娠直後に、乳がんを再発する。
- 百田良介 - 永井大
滴の夫。医大を卒業するも、カメラマンの道に進む。滴の代わりに家事をする主夫。
- 杉下直親 ‐ モロ師岡
糖尿病患者。
- 保井きり子 - MEGUMI
滴の同僚で湘南清風総合病院の小児科医。
- 置田龍太郎 - 長谷川朝晴
滴の先輩で湘南清風総合病院の外科医。
- 吉野晃三 - 辰巳琢郎
喫茶店「吉」のオーナー。妻・秀実と共に店を切り盛りし、滴の親代わり的な存在。
- 吉野秀実 - 木野花
喫茶店「吉」のオーナー晃三の妻。夫と共に切り盛りをする、滴の親代わり的な存在。
- 小沼義男 - 徳井優[7][8]
湘南清風総合病院の事務長。
- 諸井正三 - 中村育二[7][9]
湘南清風総合病院の内科部長。
- 東堂弥生 - 犬山イヌコ[7][8]
湘南清風総合病院の産婦人科医。
- 戸田利恵 - 明星真由美[7][10]
- 竜崎愛子 - 瀬戸カトリーヌ[7][10]
- 大森光代 - 尾畑美依菜[7][11]
- 金井浩子 - 藤嵜亜莉沙[7][11]
- 百田路代 - 岩本多代[7][12][13]
新潟に住む良介の母。
- 安藤ミツ子 - 山本陽子
大学病院にも見放されてしまった末期がん患者。元小学校教師。夫はすでに故人。
ドラマ版オリジナルキャラクター。

##### その他の出演者（第一部）
- 野上健 - 土屋裕一
優美子の夫。
- 野上優美子 - 西慶子
がんで入院しているが妊娠中の身。
- 山口菜月 - 映美くらら
妊娠14週目の乳がん患者。
- 山口拓哉 - 松田賢二
菜月の夫。
- 菊池妙子 - 長内美那子
認知症を患う入院患者。
- 菊池和男 - 渡辺哲
妙子の夫。

#### 第二部「慈命」
放送期間：2013年4月29日-5月31日（5週・25回）。舞台設定は1990年代の湘南の総合病院。

##### 主要人物（第二部）
- 汐見ハナ - 平山あや
シングルマザー。病院で清掃の仕事をしながら一人娘のサヤを育てる。
- 加地立平 - 和田聰宏
- 富沢貴之 - 南圭介
- 富沢茜 - 黒坂真美
- 大島文彦 - 増沢望
- 富沢佐智 - 水野久美
- 汐見通 - 河相我聞
- 置田龍太郎 - 長谷川朝晴
第一部に引き続き登場。
第二部時点で湘南清風総合病院の外科部長。
- 汐見サヤ - 遠藤璃菜
ハナの娘で小学生。明るく元気な女の子。
- 小沼義男 - 徳井優
第一部に引き続き登場。
第二部時点でも湘南清風総合病院の事務長。
- 天樹さやか - 上野なつひ
加地の婚約者。
- 才原晴美 - 平田敦子
ハナの同僚のクリーンスタッフ。恰幅が良く、気さくな人柄。
- 井村美鈴 - ICONIQ
- 十 一（つなしはじめ） - 綿引勝彦
サヤと仲がいい。
- 百田滴 - 水野美紀（第21話）
第一部「余命」の主人公。元湘南清風総合病院の内科医。偶然、入水自殺を図ろうとした汐見ハナに声をかける。

##### その他の出演者 （第二部）
- 天樹しずか - 松尾れい子
さやかの姉。

#### 第三部「使命」
放送期間：2013年6月3日-6月28日（4週・20回）。舞台設定は2013年6月（同作放送時の現代）の湘南の総合病院。

##### 主要人物（第三部）
- 百田瞬太 - 石黒英雄
第一部の主人公・百田滴と百田良介夫妻の息子。
両親同様、医師になった。
- 三上志織 - 小泉麻耶
患者。
- 置田龍太郎 - 長谷川朝晴
第一部・第二部から引き続き登場。
2013年の時点では院長に就任している。
- 東忠信 - 近藤芳正
ガン患者。
- 高橋直紀 - 須田瑛斗
小児科の患者。志織と親交がある。
- 西条美由紀 - 小沢真珠
事務長。
- 木梨三千男 - 清水伸
理学療法士。瞬太の同僚。
- 手塚麻子 - 石堂夏央
看護師。
- 原口のぞみ - 土肥美緒
看護師。
- 飯島悠人 - 大熊ひろたか
医師。
- 河原崎公平 - 六角慎司
外科部長。
- 吉岡悟 - 坂田利夫
2013年時点での喫茶店「吉」のオーナー。
- 百田良介 - 永井大
第一部・第二部から引き続き登場。
瞬太の父。妻の滴が死去した後、医師免許を習得（第一部・第20話）。現在は往診専門の巡回医「はるかぜ診療所」院長。
- 杉本恵 - 水野美紀（二役）
滴と瓜二つの女性。脳腫瘍を患っている。
- 杉本淳 - 河村隆一
恵の夫。交通事故を引き起こし、服役したのちは行方不明。
- 戸田利恵 - 明星真由美
第一部に引き続き登場。
現在は「はるかぜ診療所」に看護師として勤務。
- 百田滴 - 水野美紀
第一部・第二部に引き続き登場。
第一部「余命」の主人公。瞬太の母。元「湘南清風病院」の内科医。瞬太を妊娠後に乳がんが再発し、出産直後に病没した。
- 亀井大輔 - 遠藤雄弥
内科医。瞬太の同僚。

##### その他の出演者（第三部）
- 岩崎陽菜 - 金澤美穂
女子高生。リストカット癖があり、情緒不安定。
- 岩崎武彦 - 相島一之
陽菜の父。職業は教師。
- 桑野ルイ - 草村礼子
末期の大腸がんで入院中。晶子の姑。
- 桑野晶子 - 大島蓉子
ルイには病名をヘルニアと偽って看護している。
- 桑野茂男 - 神保悟志
ルイの息子。
- 堂島治彦 - 長谷川公彦
- 三上由貴子 - 大沢逸美
志織の母。「子育ては親育て」がモットーの教育評論家だが、実際には子どもを放任している。
- 忠信の母 - 小野敦子
老人ホームに入所しているが認知症を患っている。
- 岡島太志 - 森岡豊

### スタッフ（テレビドラマ）

#### 3部共通
- 原作（第二部・第三部は原案） - 谷村志穂「余命」（新潮文庫刊）
- 企画 - 中島資太
- 医事監修 - 西丸與一（横浜市立大学医学部名誉教授）
- オープニング主題歌 - BoA「Tail of Hope」
- エンディング主題歌 - 河村隆一「七色」
- 音楽 - 森英治
- 音楽プロデュース - S.E.N.S. Company
- 企画プロデュース - 市野直親（東海テレビ放送）、浦井孝之（国際放映）
- 広報 - 渡辺秀彦、胡桃千春、山本章子（東海テレビ）
- 制作著作 - 国際放映
- 制作 - 東海テレビ放送

#### 第一部「余命」
- 脚本 - 古林実夏他
- 演出 - 皆川智之、藤木康之
- プロデュース - 服部宣之（東海テレビ放送）、河角直樹（国際放映）

#### 第二部「慈命」
- 脚本 - 金谷祐子
- 演出 - 奥村正彦他
- プロデュース - 松本圭右（東海テレビ放送）、河角直樹

#### 第三部「使命」
- 脚本 - 牟田桂子、田部俊行
- 演出 - 星田良子
- プロデュース - 服部宣之、河角直樹、小俣絵梨（国際放映）

### 放送日程
| 放送日程（全65話） | 放送日程（全65話） | 放送日程（全65話） | 放送日程（全65話） | 放送日程（全65話）   | 放送日程（全65話） | 放送日程（全65話） |
| 部                 | 週                 | 各話               | 放送日             | サブタイトル         | 脚本               | 演出               |
| ------------------ | ------------------ | ------------------ | ------------------ | -------------------- | ------------------ | ------------------ |
| 第一部 「余命」    | 第1週              | 第1話              | 4月01日            | 乳房                 |                    |                    |
| 第一部 「余命」    | 第1週              | 第2話              | 4月02日            | 妊娠                 |                    |                    |
| 第一部 「余命」    | 第1週              | 第3話              | 4月03日            | 喜び                 |                    |                    |
| 第一部 「余命」    | 第1週              | 第4話              | 4月04日            | 宣告                 |                    |                    |
| 第一部 「余命」    | 第1週              | 第5話              | 4月05日            | 異変                 |                    |                    |
| 第一部 「余命」    | 第2週              | 第6話              | 4月08日            | 迫られる選択…        |                    |                    |
| 第一部 「余命」    | 第2週              | 第7話              | 4月09日            | すれ違いの夫婦       |                    |                    |
| 第一部 「余命」    | 第2週              | 第8話              | 4月10日            | 果たせぬ約束…        |                    |                    |
| 第一部 「余命」    | 第2週              | 第9話              | 4月11日            | 赤ちゃんは奇跡       |                    |                    |
| 第一部 「余命」    | 第2週              | 第10話             | 4月12日            | 天使のほほえみ       |                    |                    |
| 第一部 「余命」    | 第3週              | 第11話             | 4月15日            | （サブタイトルなし） |                    |                    |
| 第一部 「余命」    | 第3週              | 第12話             | 4月16日            | （サブタイトルなし） |                    |                    |
| 第一部 「余命」    | 第3週              | 第13話             | 4月17日            | （サブタイトルなし） |                    |                    |
| 第一部 「余命」    | 第3週              | 第14話             | 4月18日            | （サブタイトルなし） |                    |                    |
| 第一部 「余命」    | 第3週              | 第15話             | 4月19日            | （サブタイトルなし） |                    |                    |
| 第一部 「余命」    | 第4週              | 第16話             | 4月22日            | （サブタイトルなし） |                    |                    |
| 第一部 「余命」    | 第4週              | 第17話             | 4月23日            | （サブタイトルなし） |                    |                    |
| 第一部 「余命」    | 第4週              | 第18話             | 4月24日            | （サブタイトルなし） |                    |                    |
| 第一部 「余命」    | 第4週              | 第19話             | 4月25日            | （サブタイトルなし） |                    |                    |
| 第一部 「余命」    | 第4週              | 第20話             | 4月26日            | （サブタイトルなし） |                    |                    |
| 第二部 「慈命」    | 第5週              | 第21話             | 4月29日            | 二部・愛の物語       |                    |                    |
| 第二部 「慈命」    | 第5週              | 第22話             | 4月30日            | 再会                 |                    |                    |
| 第二部 「慈命」    | 第5週              | 第23話             | 5月01日            | 絶望                 |                    |                    |
| 第二部 「慈命」    | 第5週              | 第24話             | 5月02日            | 秘密                 |                    |                    |
| 第二部 「慈命」    | 第5週              | 第25話             | 5月03日            | 疑惑                 |                    |                    |
| 第二部 「慈命」    | 第6週              | 第26話             | 5月06日            | 孤独                 |                    |                    |
| 第二部 「慈命」    | 第6週              | 第27話             | 5月07日            | 悪戯                 |                    |                    |
| 第二部 「慈命」    | 第6週              | 第28話             | 5月08日            | 困惑                 |                    |                    |
| 第二部 「慈命」    | 第6週              | 第29話             | 5月09日            | 嫉妬                 |                    |                    |
| 第二部 「慈命」    | 第6週              | 第30話             | 5月10日            | 逃亡                 |                    |                    |
| 第二部 「慈命」    | 第7週              | 第31話             | 5月13日            | （サブタイトルなし） |                    |                    |
| 第二部 「慈命」    | 第7週              | 第32話             | 5月14日            | （サブタイトルなし） |                    |                    |
| 第二部 「慈命」    | 第7週              | 第33話             | 5月15日            | （サブタイトルなし） |                    |                    |
| 第二部 「慈命」    | 第7週              | 第34話             | 5月16日            | （サブタイトルなし） |                    |                    |
| 第二部 「慈命」    | 第7週              | 第35話             | 5月17日            | （サブタイトルなし） |                    |                    |
| 第二部 「慈命」    | 第8週              | 第36話             | 5月20日            | （サブタイトルなし） |                    |                    |
| 第二部 「慈命」    | 第8週              | 第37話             | 5月21日            | （サブタイトルなし） |                    |                    |
| 第二部 「慈命」    | 第8週              | 第38話             | 5月22日            | （サブタイトルなし） |                    |                    |
| 第二部 「慈命」    | 第8週              | 第39話             | 5月23日            | （サブタイトルなし） |                    |                    |
| 第二部 「慈命」    | 第8週              | 第40話             | 5月24日            | （サブタイトルなし） |                    |                    |
| 第二部 「慈命」    | 第9週              | 第41話             | 5月27日            | （サブタイトルなし） |                    |                    |
| 第二部 「慈命」    | 第9週              | 第42話             | 5月28日            | （サブタイトルなし） |                    |                    |
| 第二部 「慈命」    | 第9週              | 第43話             | 5月29日            | （サブタイトルなし） |                    |                    |
| 第二部 「慈命」    | 第9週              | 第44話             | 5月30日            | （サブタイトルなし） |                    |                    |
| 第二部 「慈命」    | 第9週              | 第45話             | 5月31日            | （サブタイトルなし） |                    |                    |
| 第三部 「使命」    | 第10週             | 第46話             | 6月03日            | 最終章スタート       |                    |                    |
| 第三部 「使命」    | 第10週             | 第47話             | 6月04日            | 切ない愛の物語       |                    |                    |
| 第三部 「使命」    | 第10週             | 第48話             | 6月05日            | 深く傷ついた心       |                    |                    |
| 第三部 「使命」    | 第10週             | 第49話             | 6月06日            | 彼女のSOS!           |                    |                    |
| 第三部 「使命」    | 第10週             | 第50話             | 6月07日            | 面影に募る思い       |                    |                    |
| 第三部 「使命」    | 第11週             | 第51話             | 6月10日            | ぎこちない関係       |                    |                    |
| 第三部 「使命」    | 第11週             | 第52話             | 6月11日            | 孤独を救う愛…        |                    |                    |
| 第三部 「使命」    | 第11週             | 第53話             | 6月12日            | 相容れない想い       |                    |                    |
| 第三部 「使命」    | 第11週             | 第54話             | 6月13日            | ふれあう指先…        |                    |                    |
| 第三部 「使命」    | 第11週             | 第55話             | 6月14日            | 命より大切な人       |                    |                    |
| 第三部 「使命」    | 第12週             | 第56話             | 6月17日            | （サブタイトルなし） |                    |                    |
| 第三部 「使命」    | 第12週             | 第57話             | 6月18日            | （サブタイトルなし） |                    |                    |
| 第三部 「使命」    | 第12週             | 第58話             | 6月19日            | （サブタイトルなし） |                    |                    |
| 第三部 「使命」    | 第12週             | 第59話             | 6月20日            | （サブタイトルなし） |                    |                    |
| 第三部 「使命」    | 第12週             | 第60話             | 6月21日            | （サブタイトルなし） |                    |                    |
| 第三部 「使命」    | 第13週             | 第61話             | 6月24日            | （サブタイトルなし） |                    |                    |
| 第三部 「使命」    | 第13週             | 第62話             | 6月25日            | （サブタイトルなし） |                    |                    |
| 第三部 「使命」    | 第13週             | 第63話             | 6月26日            | （サブタイトルなし） |                    |                    |
| 第三部 「使命」    | 第13週             | 第64話             | 6月27日            | （サブタイトルなし） |                    |                    |
| 第三部 「使命」    | 第13週             | 最終話             | 6月28日            | （サブタイトルなし） |                    |                    |

### 関連商品
- 森英治「白衣のなみだ オリジナル・サウンドトラック」(2013年6月28日)

| 東海テレビ制作 昼ドラ                                        | 東海テレビ制作 昼ドラ                                          | 東海テレビ制作 昼ドラ                               |
| 前番組                                                       | 番組名                                                         | 次番組                                              |
| ------------------------------------------------------------ | -------------------------------------------------------------- | --------------------------------------------------- |
| モメる門には福きたる ※13:30 - 14:00 （2013.1.7 - 2013.3.29） | 白衣のなみだ ※当作品から13:30 - 13:58 （2013.4.1 - 2013.6.28） | 明日の光をつかめ -2013 夏- （2013.7.1 - 2013.8.30） |